# Zaherita
La zaherita és un mineral de la classe dels sulfats. Cristal·litza en el sistema triclínic i la seva fórmula és: Al₁₂(SO₄)₅(OH)26·20H₂O. A temperatura ambient el mineral pateix deshidratació reversible.
Va ser descobert l'any 1977 a la seva localitat tipus: Salt Range, Panjab, Pakistan. Va ser anomenada així per Mohammed Abduz Zaher, geòleg del servei geològic de Bangladesh.
Segons la classificació de Nickel-Strunz, la zaherita pertany a «07.DE: Sulfats (selenats, etc.) amb anions addicionals, amb H₂O, amb cations de mida mitjana només; sense classificar» juntament amb els següents minerals: mangazeïta, carbonatocianotriquita, cianotriquita, schwertmannita, tlalocita, utahita, coquandita, osakaïta, wilcoxita, stanleyita, mcalpineïta, hidrobasaluminita, volaschioita, lautenthalita i camerolaïta.